# Sphaeralcea brevipes
Sphaeralcea brevipes är en malvaväxtart som först beskrevs av R. Phil., och fick sitt nu gällande namn av Antonio Krapovickas. Sphaeralcea brevipes ingår i släktet klotmalvor, och familjen malvaväxter. Inga underarter finns listade i Catalogue of Life.